# Noah Ohio
Noah Chidiebere Junior Anyanwu Ohio, noto semplicemente come Noah Ohio (Almere, 16 gennaio 2003), è un calciatore olandese con cittadinanza britannica, attaccante dell'Utrecht e della nazionale Under-21 di calcio dei Paesi Bassi.

## Caratteristiche tecniche
È un centravanti mancino molto rapido ed abile nell'attaccare la profondità.

## Carriera

### Club
Nato in Olanda da genitori di origine nigeriana, si trasferisce in giovane età in Inghilterra dove entra a far parte del settore giovanile del Manchester Utd nel 2015, salvo firmare per i rivali cittadini del City l'anno seguente; nel giugno 2019 viene acquistato dal RB Lipsia.
Il 5 gennaio 2021 viene ceduto in prestito per sei mesi al Vitesse; fa il suo esordio fra i professionisti poche settimane più tardi sostituendo Loïs Openda nei minuti finali dell'incontro di Eredivisie perso 4-1 contro il VVV-Venlo.
Il 27 luglio 2021 viene ceduto in prestito all'Austria Vienna.
Il 14 luglio 2022 viene acquistato dallo Standard de Liège per 1.190.000 di Euro. In campionato farà 21 presenze mettendo a segno 5 gol e servendo 4 assist

### Nazionale
Ha giocato nelle nazionali giovanili olandesi Under-15, Under-16, Under-19 ed Under-21, oltre che in quella inglese Under-16.

## Statistiche
Statistiche aggiornate al 6 marzo 2021.

### Presenze e reti nei club
| Stagione        | Squadra         | Campionato      | Campionato | Campionato | Coppe nazionali | Coppe nazionali | Coppe nazionali | Coppe continentali | Coppe continentali | Coppe continentali | Altre coppe | Altre coppe | Altre coppe | Totale | Totale | Totale |
| Stagione        | Squadra         | Comp            | Pres       | Reti       | Comp            | Pres            | Reti            | Comp               | Pres               | Reti               | Comp        | Pres        | Reti        | Pres   | Reti   |        |
| --------------- | --------------- | --------------- | ---------- | ---------- | --------------- | --------------- | --------------- | ------------------ | ------------------ | ------------------ | ----------- | ----------- | ----------- | ------ | ------ | ------ |
| gen.-giu. 2021  | Vitesse         | ED              | 12         | 4          | CO              | 0               | 0               |                    | -                  | -                  |             | -           | -           | 4      | 0      |        |
| Totale carriera | Totale carriera | Totale carriera | 4          | 0          |                 | 0               | 0               |                    | -                  | -                  |             | -           | -           | 4      | 0      |        |